# Shajar al-Durr
Sultanija Shajar al-Durr (njezin je dinar prikazan desno) (arapski شجر الدر = "drvo bisera"; puno ime: al-Malika `Aṣmat ad-Dīn Umm-Khalīl Shajar ad-Durr; الملكة عصمة الدين أم خليل شجر الدر) bila je konkubina i supruga sultana Egipta As-Saliha Ayyuba.
Bila je turkijskog podrijetla te je opisana kao veoma lijepa, pobožna i inteligentna žena.
Svom je mužu rodila sina Khalila, koji je zvan al-Malik al-Mansour. Nakon što je rodila sina, Ayyub ju je oženio.
Postala je sultanija vladarica Egipta 2. svibnja 1250., naslijedivši Al-Muazzama Turanshaha te je bila prethodnica Aybaka i Al-Ashrafa Muse.